# Südmoslesfehn
Südmoslesfehn ist ein Ortsteil der Gemeinde Wardenburg im niedersächsischen Landkreis Oldenburg.

## Geografie
Südmoslesfehn liegt nordwestlich des Kernbereichs von Wardenburg am Küstenkanal und an der B 401. Nördlich verläuft die A 28 und östlich die A 29. Am anderen Ufer des Küstenkanals liegt Nordmoslesfehn, das zum Oldenburger Stadtteil Eversten gehört.
Nördlich liegt das 105 ha große Naturschutzgebiet Everstenmoor, südwestlich liegen die Naturschutzgebiete Harberner Heide (45,5 ha), Jeddeloher Moor (50 ha) und Benthullener Moor (270 ha).
Am 31. Dezember 2013 hatte der Ort 1081 Einwohner.

## Geschichte

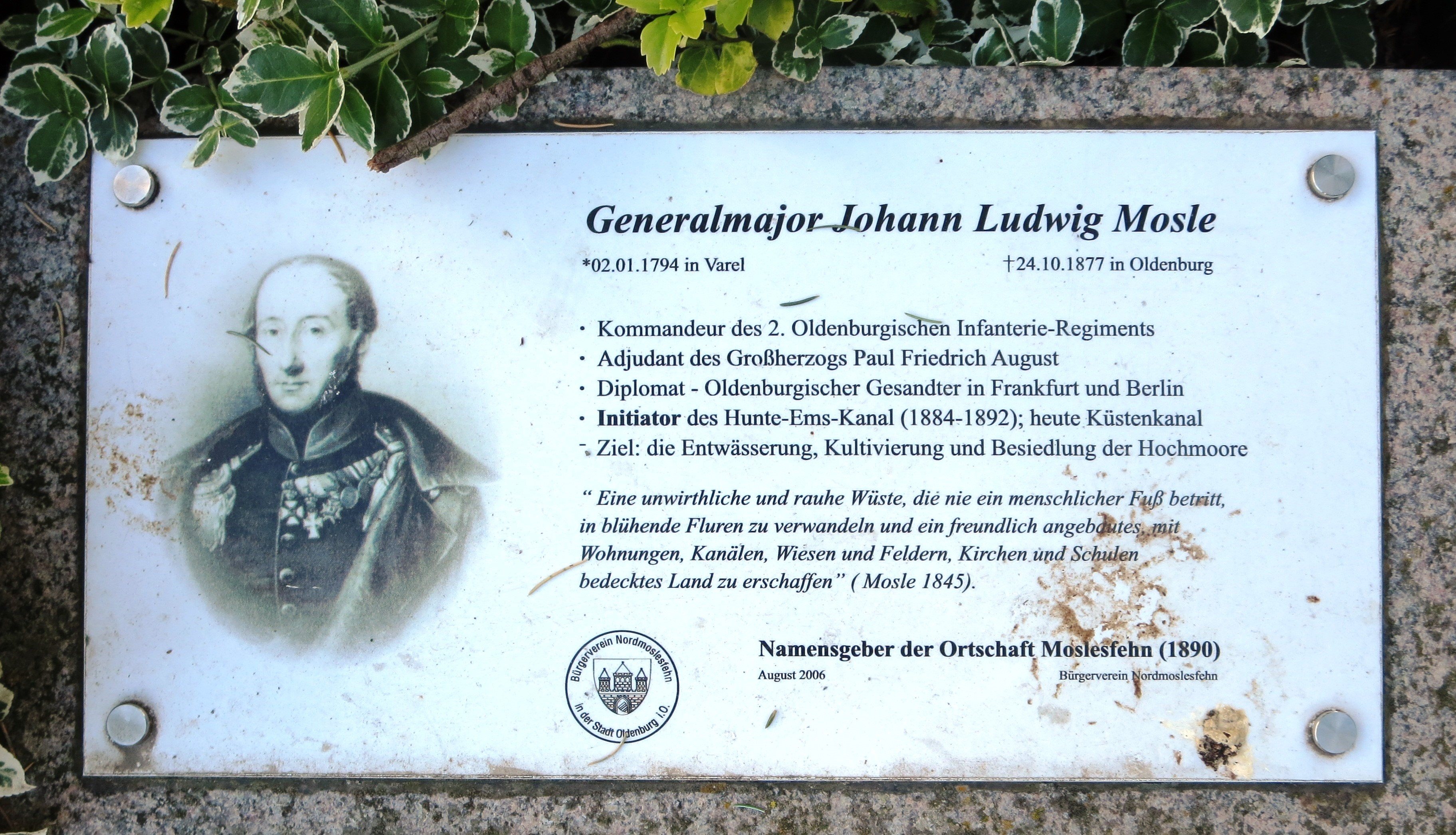
Plakette am Grab des Namensgebers

Südmoslesfehn entstand 1890 als Moordorf. Namensgeber ist der oldenburgische Generalmajor Johann Ludwig Mosle, der die Anregung zum Bau des Hunte-Ems-Kanals gab, der auch der Entwässerung der Moore und zum Transport von Torf diente. Er wurde später zum Küstenkanal ausgebaut. Erst die Moorentwässerung machte die Entstehung der am Kanal liegenden Dörfer möglich.

## Sehenswürdigkeiten
In der Ortsmitte befindet sich die 1937 erbaute und unter Denkmalschutz stehende katholische Kirche St. Marien.

## Sport
Der SV Moslesfehn ist für seine Faustballabteilung bekannt. Sie spielt in der Faustball-Bundesliga und gewann bei den Männern und Frauen jeweils eine deutsche Meisterschaft.